# Емгерстський коледж
Емгерстський коледж або Емгерст-коледж (англ. Amherst College) — приватний гуманітарний коледж в Емгерсті, штат Массачусетс. Заснований у 1821 році у спробі перебазувати Вільямс-коледж його тодішнім президентом Зефанією Свіфтом Муром, Емгерстський коледж є третім найстарішим закладом вищої освіти в Массачусетсі. Установа була названа на честь міста Емгерст, яке, своєю чергою, було названо на честь Джефрі, лорда Емгерста, головнокомандувача британськими силами Північної Америки під час франко-індіанської війни. Спочатку заснований як чоловічий коледж, Емгерстський коледж став навчальним закладом як для чоловіків, так і для жінок у 1975 році

## Історія

### «Академія Емгерст»— попередник коледжу

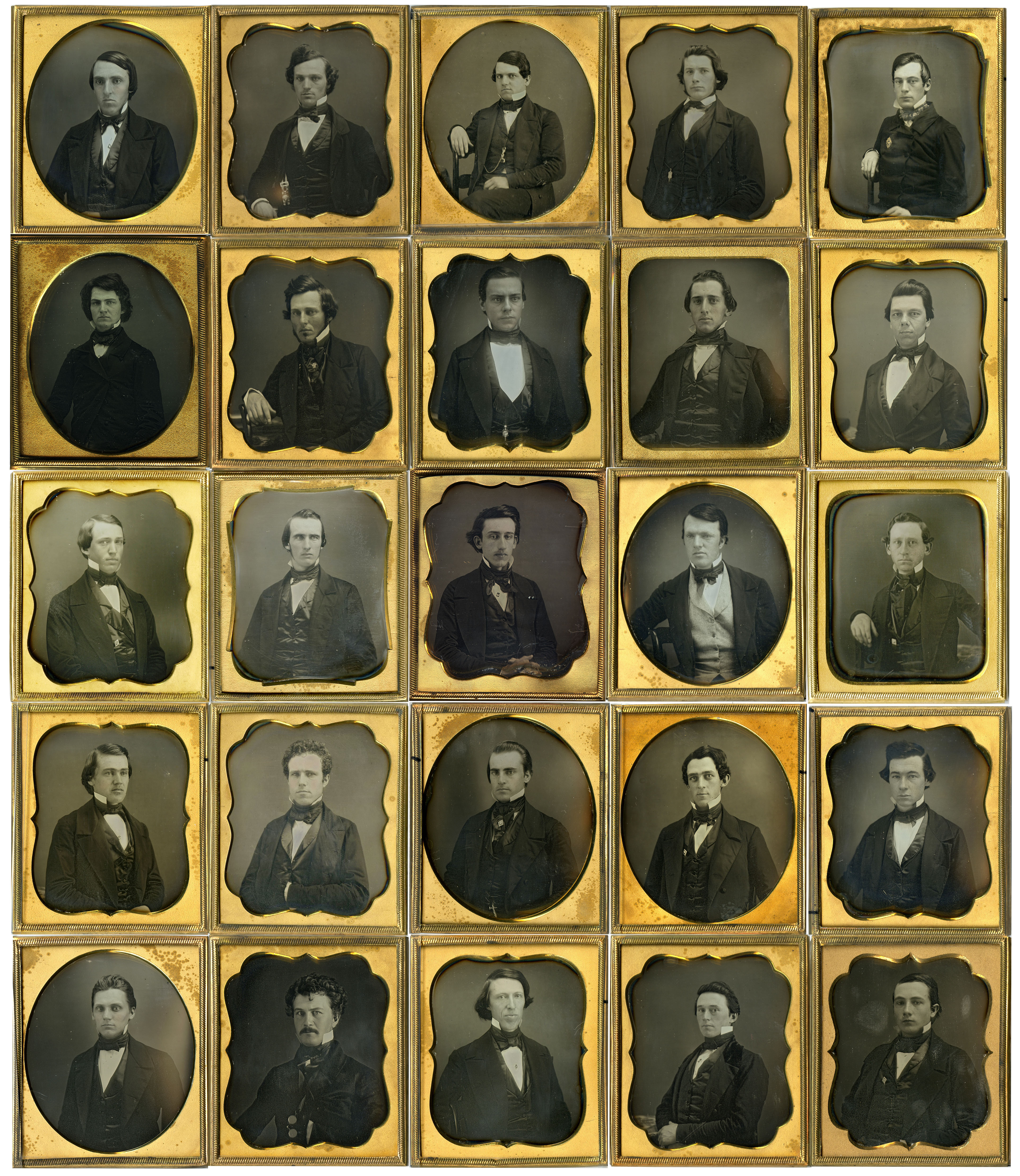
Випускний клас Емгерстського коледжу 1850 року, включаючи Вільяма Остіна Дікінсона (другий ряд, крайній ліворуч), брата поетеси Емілі Дікінсон

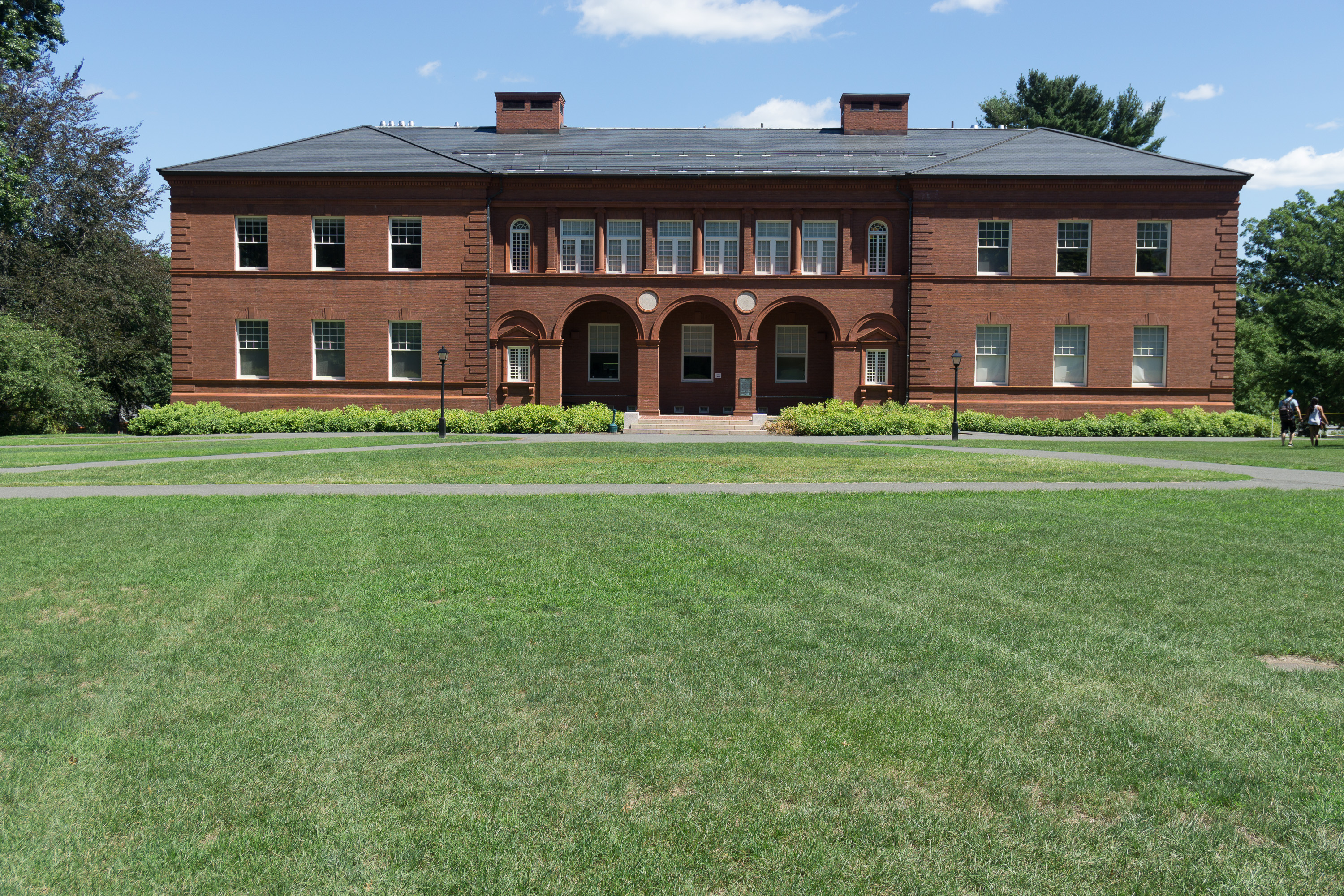
Фейервезер Холл

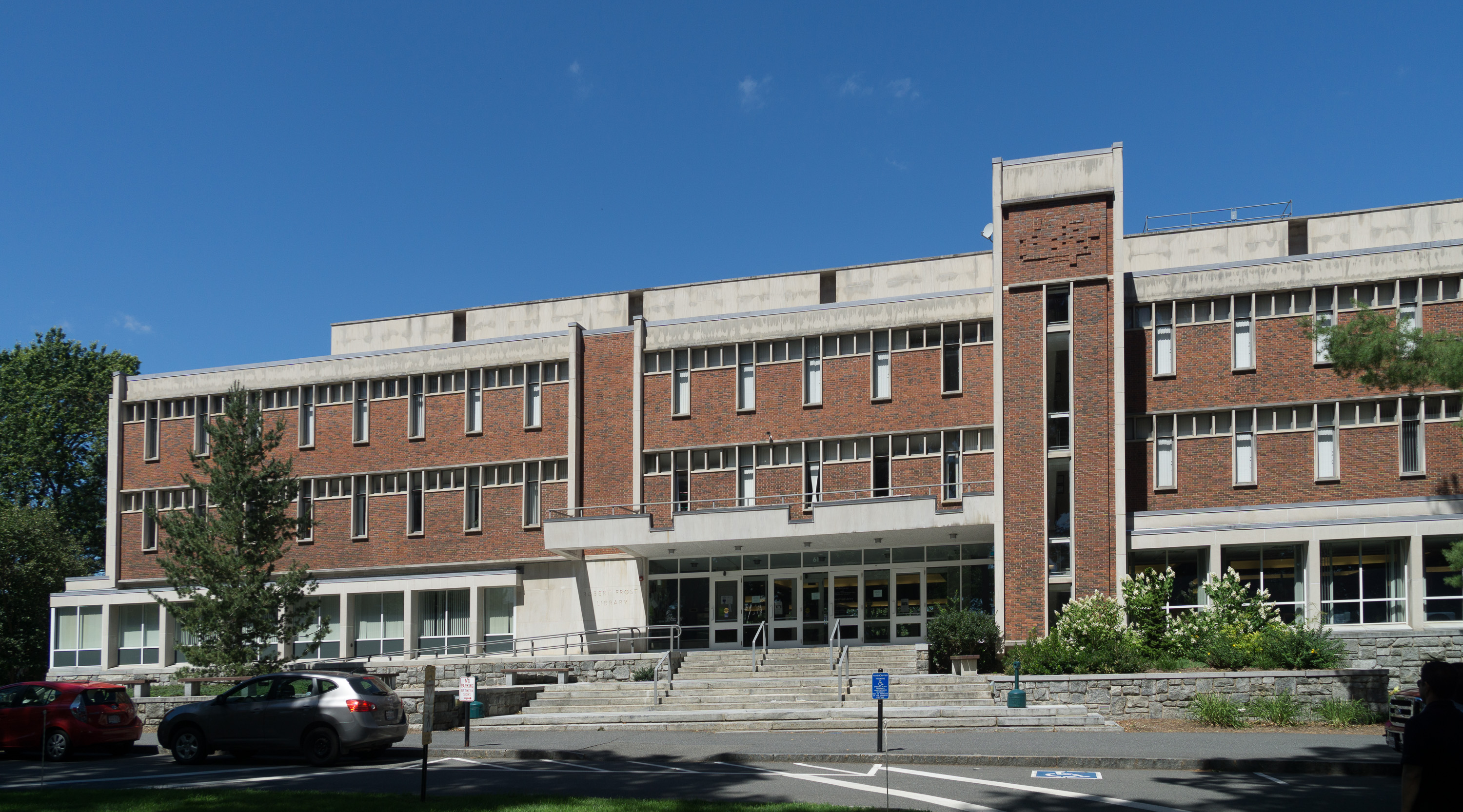
Бібліотека Фроста

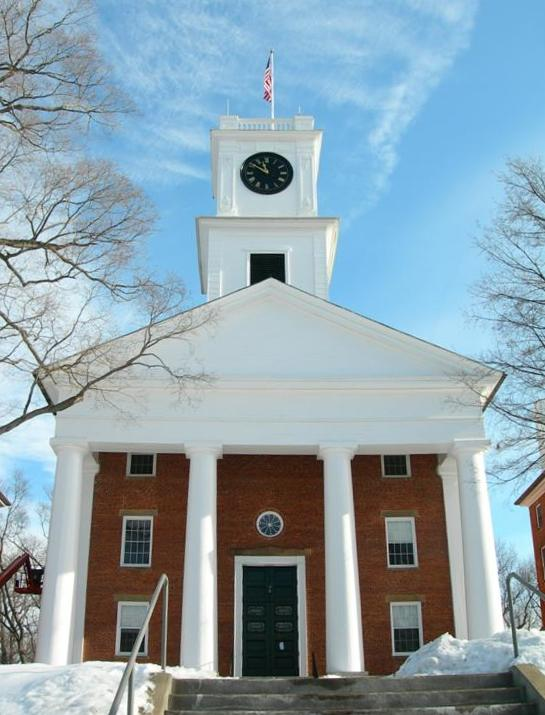
Каплиця Джонсона

У 1812 році в Емгерсті були зібрані кошти для заснування середньої школи, що мала назву «Академія Емгерст»; школу відкрили у грудні 1814 р. Академія була зареєстрована в 1816 році, і серед її учнів були Емілі Дікінсон, Сильвестр Грехем і Мері Лайон (засновниця коледжу Маунт-Голіок). Заклад був названий на честь міста, яке, своєю чергою, було названо на честь Джефрі, лорда Емгерста, ветерана Семирічної війни, а пізніше командувача британськими військами в Північній Америці. 18 листопада 1817 року в Академії вирішили зібрати кошти для безкоштовного навчання «незаможних молодих людей з багатообіцяючими талантами та обнадійливою набожністю, які виявлять бажання отримати гуманітарну освіту з єдиною метою християнського служіння». Це потребувало значних інвестицій від благодійників.
Під час збору коштів для стало зрозуміло, що без масштабніших проектів неможливо зібрати необхідні кошти. Так, комітет, який здійснював нагляд за збором коштів, дійшов висновку про необхідність створення нової установи. 18 серпня 1818 року опікунська рада «Академії Емгерст» погодилась із цим висновком і почала розбудову нового коледжу.
Заснований у 1821 році Емгерстський коледж розвинувся на базі «Академії Емгерст», спочатку заснованої як середня школа. Коледж спочатку замислювався як альтернатива Вільямс-коледжу, якому було важко продовжувати функціонувати. Хоча Вільямс-коледжу вдалося зберегтися, Емгерстський коледж був сформований і розвивався як окрема установа.

### Заснування коледжу та 19 століття
Мур, тодішній президент Вільямс-коледжу, однак все ще вважав, що Вільямстаун є непідходящим місцем для коледжу. Коли був заснований Емгерстський коледж 8 травня 1821 року, він був обраний його першим президентом. На момент відкриття в Емгерсті було сорок сім студентів. П'ятнадцять із них прийшли слідом за Муром із Вільямс-коледжу. Ці п'ятнадцять становили приблизно одну третину всіх студентів Емгерст-коледжу та приблизно одну п'яту всіх трьох класів Вільямс-коледжа. Президент Мур помер 29 червня 1823 року, і його замінив Геман Гамфрі, попечитель Вільямс-коледжу.
Емгерст-коледж швидко ріс, і протягом двох років у середині 1830-х років він був другим за величиною коледжем у США, поступаючись лише Єльському університету. У 1835 році Емгерст-коледж спробував створити курс навчання, паралельний класичній гуманітарній освіті. Цей паралельний курс менше зосереджувався на грецькій та латинській мовах, натомість концентрувався на сучасній англійській, французькій та іспанській мовах, хімії, економіці тощо. Однак паралельний курс не прижився та не замінив класичного курсу аж до наступного століття.
Емгерст-коледж був заснований як загальноконфессійний заклад «для класичної освіти бідних набожних молодих людей благочестя та талантів для християнського служіння». Однією з відмінних рис нового коледжу був його Благодійний фонд, рання форма фінансової допомоги, яка оплачувала навчання бідніших студентів. Хоча офіційно загальноконфесійний, Емгерст-коледж вважався релігійно консервативною установою з сильним зв'язком з кальвінізмом; В Массачусетсі все ще зберігався сильний вплив пуритан на життя в штаті.
У результаті в уряді Массачусетсу виникли значні дебати щодо того, чи повинен новий коледж отримати офіційну хартію від штату. Хартія була видана лише 21 лютого 1825 року, що відображено на печатці Емгерст-коледжу. Релігійний консерватизм зберігався в Емгерст-коледжі до середини дев'ятнадцятого століття: студенти, які вживали алкоголь або грали в карти, підлягали виключенню. В Емгерсті було проведено кілька актів рівайвелізму, коли натовпи праведних студентів заганяли менш релігійних студентів у каплицю та ганьбили їх за брак набожності. Проте наприкінці дев'ятнадцятого століття коледж почав перехід до секуляризму. Вважалося, що кульмінацією цього переходу стало знесення церкви коледжу в 1949 році.

### Розвиток і академічна реформа
До кінця 1960-х років коледж був призначений виключно для освіти студентів-чоловіків. Наприкінці 1960-х кілька студенток із сусідніх шкіл Консорціуму чотирьох коледжів (Емгерст, Маунт-Голіок, Сміт, UMass) стали студентками Емгерст-коледжу на експериментальній основі. У жовтні 1974 року викладачі проголосували за спільне навчання чоловіків та жінок, а в листопаді 1974 року опікунська рада проголосувала за прийняття студенток, починаючи з 1975—1976 навчального року. Це сталось, коли президентом був Джон Вільям Ворд. У 1975 році дев'ять жінок, які вже відвідували заняття в рамках міжуніверситетської програми обміну, були прийняті як студентки, переведені з інших закладів. У червні 1976 року вони стали першими випускницями коледжу.
У 1969 році в коледжі було створено кафедру Афроамериканських досліджень. У 1973 році коледж започаткував першу в країні програму бакалаврату з нейронаук. У 1983 році було створено кафедру азійських мов і літератур, яка пізніше стала кафедрою азійських мов і цивілізацій.
У 1984 році братства на території студентського містечка були скасовані. Будівлі колишніх братств, які належали коледжу, переобладнали під гуртожитки. У 1987 році було створено кафедру жіночих і гендерних досліджень, яка пізніше стала кафедрою дослідження статевої відмінності, жіночих і гендерних досліджень, а в 1993 році — кафедру права, правознавства та суспільної думки
У березні 2013 року коледж прийняв політику відкритого доступу. Через вісім років коледж припинив свою практику пріоритетного зарахування на підставі родинних зв'язків із попередніми випускниками та збільшив фінансову допомогу, щоб полегшити доступ до навчання для студентів із низьким і середнім рівнем доходу та урізноманітнити студентство.

### Президенти
1. Зефанія Свіфт Мур, 1821—1823
2. Геман Гамфрі, 1823—1845
3. Едвард Гічкок, 1845—1854
4. Вільям Оґастес Стернз, 1854—1876
5. Джуліус Хоулі Сілі, 1876—1890
6. Меррілл Едвардс Ґейтс, 1890—1899
7. Джордж Гарріс, 1899—1912
8. Олександр Мейклейджон, 1912—1924
9. Джордж Деніел Олдс, 1924—1927
10. Артур Стенлі Піз, 1927—1932
11. Стенлі Кінґ, 1932—1946
12. Чарльз Вулсі Коул, 1946—1960
13. Келвін Гастінгс Плімптон, 1960—1971
14. Джон Вільям Ворд, 1971—1979
15. Джуліан Ґіббс, 1979—1983
16. Г. Армор Крейґ, 1983—1984 (актор)
17. Пітер Поунсі, 1984—1994
18. Том Ґереті, 1994—2003
19. Ентоні Маркс, 2003—2011
20. Керолін «Бідді» Мартін, 2011—2022
21. Майкл А. Елліотт, 2022–[26]

## Рейтинги
З моменту створення рейтингу US News & World Report у 1987 році Емгерстський коледж десять разів посідав перше місце серед 266 гуманітарних коледжів США, а у 2023 році посів друге місце в рейтингу гуманітарних коледжів після Вільямс-коледжу. У 2022 році видання The Wall Street Journal назвало Емгерст-коледж найкращим гуманітарним коледжем країни. У 2021 році Forbes поставив Емгерстський коледж на 16 місце серед найкращих коледжів чи університетів США.
Відповідно до рейтингу, складеного Kiplinger's Personal Finance за 2016 рік, Емгерст-коледж посів 11 місце рейтингу найкращих гуманітарних коледжів США.
Емгерст-коледж посів 6 місце у рейтингу гуманітарних коледжів у 2021 році, який зосереджується на внеску в суспільне благо в трьох широких категоріях (соціальна мобільність, дослідження та сприяння державній службі), та складається виданням Washington Monthly.

## Вступна статистика
Емгерстський коледж окреслили одним із «найвибірковіших» гуманітарних коледжів у США; Фонд Карнегі класифікує Емгерстський коледж як один із «вибірковіших» закладів, які, за результатами тестів їхніх першокурсників, потрапляють приблизно в першу п'ятірку закладів, що видають диплом бакалавра. Восени 2021 року, Емгерстський коледж отримав 13 999 заявок на вступ і прийняв 1224 студентів (8,7 % прийнятних заявок). Зрештою зараховано 514 студентів; 91 % студентів були в складі топ 10 % відсотків учнів середньої школи, а середні 50 % набрали між 1440 і 1540 балами на SAT і між 32 і 35 на ACT. Першокурсники походили з 38 штатів і 23 країн, 55 % отримували фінансову допомогу, а 11 % були студентами коледжу в першому поколінні. Крім того, зараховано 16 студентів, що перевелись з інших коледжів.
У 2021 році Емгерстський коледж скасував преференції під час вступу для студентів, чиї батьки є випускниками коледжу.

## Навчання
Емгерстський коледж пропонує навчання в 41 сфері (з більше ніж 850-ма предметами) в галузі природничих наук, мистецтва, гуманітарних наук, математики та інформатики, соціальних наук, іноземних мов, класики та кількох міждисциплінарних галузей (включаючи домедичні дослідження) і забезпечує надзвичайно відкритий курикулум. Студенти не зобов'язані навчатись за основним курикулумом або обирати якимось чином розподілені предмети, і вони навіть можуть розробити свою власну унікальну міждисциплінарну спеціальність. Першокурсники можуть пройти курси підвищення кваліфікації, а студенти старших курсів — вступні курси. Емгерстський коледж акредитований Комісією вищої освіти Нової Англії.
Бібліотека Емгерстського коледжу названа на честь довгочасного викладача, поета Роберта Фроста. Емгерстський коледж отримав визнання за свою відданість якісному викладанню у взаємодії між професором і студентом. Співвідношення студентів і викладачів становить 7:1, а 84 % класів мають менше 30 студентів.
Серед відомих викладачів — критик сучасної літератури та поезії Вільям Г. Прітчард, перекладач Беовульфа Гауелл Чікерінг, дослідник в сфері єврейських та латиноамериканських студій Ілан Ставанс, письменник і юрист Лоуренс Дуґлас, фізик Артур Зайонк, лауреат Пулітцерівської премії, біограф Микити Хрущова Вільям Таубман, фахівець з африканського мистецтва Роуленд Абіодун, експерт із природного права Гедлі Аркес, математик Деніел Веллеман, біблеїст Сьюзен Нідітч, експерт із права та суспільства Остін Сарат, азійсько-американський дослідник і колишній директор Смітсонівського Азійсько-Тихоокеанського американського центру Франклін Одо та композитор Льюїс Спратлан, почесний професор музичного факультету, що був нагороджений Пулітцерівською премією.

### Дискусія про академічну свободу

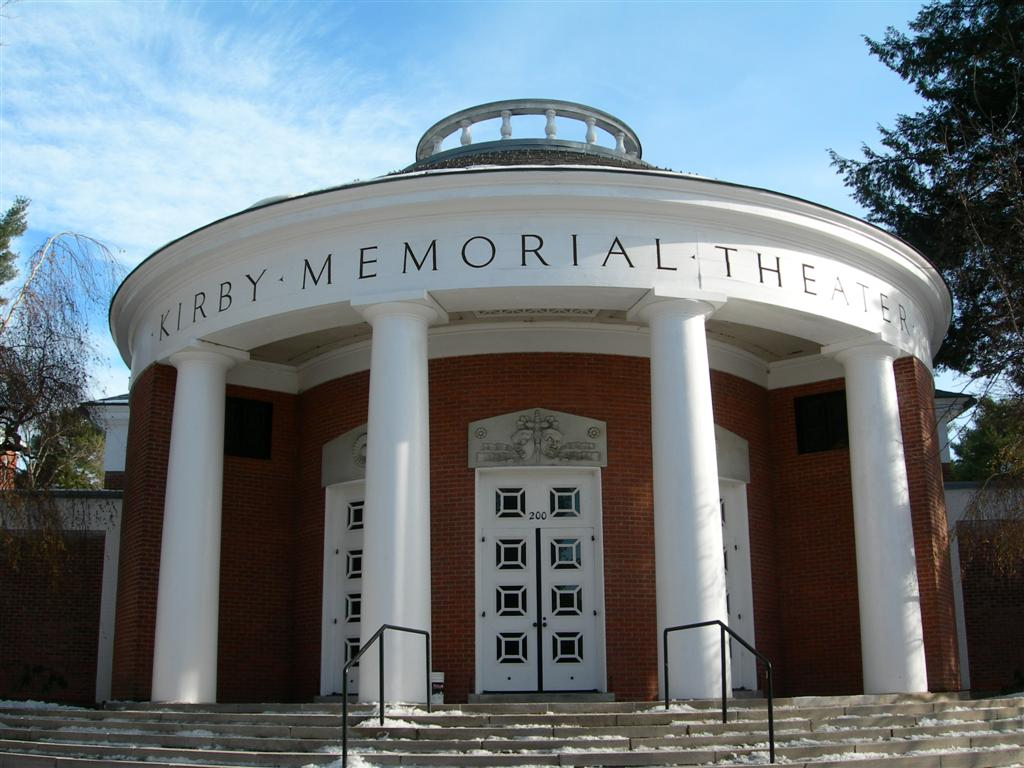
Меморіальний театр Кірбі

Тексти професора політології Емгерстського коледжу Гедлі Аркеса про гомосексуалізм в 2013 році викликали спір щодо того, чи повинен коледж, який прагне створити різноманітну, шанобливу академічну спільноту, висловитись, коли викладач зневажає членів спільноти, чи замість цього повинен мовчати, захищаючи академічну свободу. Проблема виникла, коли група випускників звернулася до опікунів коледжу та президента Бідді Мартіна з проханням «відмежувати навчальний заклад» від «роз'єднуючих і деструктивних» поглядів Аркеса, зосередившись, зокрема, на його порівнянні гомосексуалізму зі зоофілією, педофілією та некрофілією у травні 2013 року. Випускники зазначили: «Емгерстський коледж не може гідно виконувати своє заявлене зобов'язання бути інклюзивною спільнотою, обираючи зберігати мовчання, в той час, коли діючий професор зневажає членів своєї спільноти у всесвітньо доступних засобах масової інформації».
Мартін не погодився, посилаючись на минулі спори щодо позиції коледжу щодо війни у В'єтнамі та апартеїду в Південній Африці — питань, щодо яких коледж спочатку мовчав, але згодом публічно висловив позицію. У такі часи, за його словами, коледжі повинні «уникати займати інституційні позиції щодо суперечливих політичних питань, за винятком надзвичайних обставин» і повинні одночасно «захищати свої спільноти від дискримінації та неповаги» і «плекати різноманітність точок зору».

### Консорціум п'яти коледжів
Емгерст-коледж є членом консорціуму П'яти коледжів, який дозволяє своїм студентам відвідувати заняття в чотирьох інших закладах Долини Піонерів. До них відносяться Маунт-Голіок-коледж, Сміт-коледж, Гемпширський коледж і Массачусетський університет в Емгерсті. На додаток до 850 курсів, доступних в студмістечку, студенти Емгерстського коледжу можуть обирати серед додаткових 5300 предметів через Консорціум (без оплати додаткового навчання), а також мають доступ до 8 мільйонів томів бібліотеки. П'ять коледжів географічно близькі один до одного і з'єднані автобусами, які курсують між студмістечками.
П'ять коледжів діляться ресурсами та розробляють спільні академічні програми. Museums10 — це консорціум місцевих музеїв мистецтва, історії та науки. Танцювальна кафедра П'яти коледжів є однією із найбільших у країні. Об'єднана кафедра астрономії спільно використовує радіоастрономічну обсерваторію П'яти коледжів, яка сприяла дослідженню, що отримало Нобелівську премію з фізики 1993 року.
Програма П'яти коледжів з прибережних і морських наук пропонує студентам П'яти коледжів міждисциплінарний навчальний план.

## Студмістечко
Емгерстський коледж розташований у місті Емгерст у західному Массачусетсі. Коледж має загалом 34 гуртожитки, сім з яких призначені виключно для студентів першого курсу. Після першого курсу другокурсники, студенти молодших і старших курсів можуть жити за межами університетського містечка та, їм пропонуються варіанти тематичних будинків, зокрема Дім мистецтв, Російський дім і Французький дім, однак цей варіант доступний лише протягом двох років проживання. Студенти першого курсу зобов'язані жити на території студмістечка.
Коледж також володіє садибою Дікінсона, яка працює як музей про життя та історію поетеси Емілі Дікінсон, і готелем Inn on Boltwood поблизу головного кампусу.

## Студентське життя
Студенти займаються різними активностями в організаціях, якими керують студенти. Ці організації фінансуються за рахунок студентських внесків. Серед таких організацій є різноманітні культурні та релігійні групи, групи з публікацій, образотворчого та театрального мистецтва, політичної агітації та ін. Наприклад, є клуб з середньовічного бою на мечах, клуб в'язання, та клуб, присвячений випадковим вчинкам доброти.
Одна з давніх традицій коледжу пов'язана із статуєю Сабріни. Класи з парним і непарним роками (мається на увазі рік вступу до коледжу) борються за володіння історичною статуєю, часто вдаючись до складних жартів.

### Напад з метою сексуального насильства
У 2012 році президент Бідді Мартін розпочав загальносуспільний перегляд політики проти сексуальних домагань і дисциплінарної політики в коледжі. Цей огляд був викликаний декількома факторами, включаючи дизайн футболки братства, який за твердженням критиків був женоненависницьким, і есе Енджі Епіфано, опубліковане в студентському журналі The Amherst Student, в якому вона звинуватила коледж у неналежному розгляді справи про напад з метою сексуального насильства. У січні 2013 року комітет коледжу опублікував звіт, у якому відзначив, що рівень нападів з метою сексуального насильства в Емгерстському коледжі такий же, як і в інших коледжах та університетах, і надав рекомендації щодо вирішення цієї проблеми.
Після того, як у листопаді 2013 року Епіфано та анонімний колишній студент подали скаргу, Міністерство освіти США почало розслідування щодо того, як коледж розбирається із сексуальним насильством. У травні 2014 року Міністерство освіти оголосило список із 55 коледжів та університетів (включно з Емгерстським коледжем), щодо яких наразі проводяться розслідування.
У звіті Емгерстського коледжу зазначено, що з 2009 по 2011 рр. коледж повідомив про 35 випадків «насильницьких сексуальних злочинів», термін, який охоплює зґвалтування, спробу зґвалтування та менші форми сексуального контакту.

## Спорт
Спортивні команди Емгерстського коледжу беруть участь у третьому дивізіоні Національної асоціації студентського спорту, Спортивній конференції східних коледжів та Спортивній конференції малих коледжів Нової Англії, до якої входять: Бейтс-коледж, Боудін-коледж, Колбі-коледж, Коннектикутський коледж, Гамільтон-коледж, Міддлбері-коледж, Трініті-коледж, Університет Тафтса, Весліанський університет і Вільямс-коледж. Емгерстський коледж також є одним із коледжів «маленької трійки», разом із Вільямс-коледжем і Весліанським університетом. Чемпіон «маленької трійки» неофіційно визнається більшістю команд на основі результатів очних зустрічей трьох коледжів, але в деяких видах спорту проводяться тристоронні змагання.
В Емгерст-коледжі є кілька клубних спортивних команд з наступних видів спорту: алтимат, футбол, академічне веслування, регбі-15, водне поло, верхова їзда, маунтенбайк, фехтування, вітрильний спорт і лижний спорт. Внутрішні види спорту включають футбол, теніс, гольф, баскетбол, волейбол і софтбол.
Вид спорту алтимат був започаткований і названий в Емгерстському коледжі в середині 1960-х років Джаредом Кассом.

## Випускники
Незважаючи на те, що Емгерстський коледж є відносно невеликим коледжем, серед його випускників багато успішних особистостей, у тому числі лауреатів Нобелівської премії, Крафордської премії та премії Ласкера, лауреатів стипендій Мак-артура та Пулітцерівської премії, лауреатів Національної наукової медалі та Національної книжкової премії, а також лауреатів премій Оскар, Тоні, Греммі та Еммі ; президент США, нинішній суверенний принц Монако, два прем'єр-міністри та один міністр закордонних справ Греції, а також четвертий президент Кенії, Голова Верховного суду США, три спікери Палати представників США, поет-лауреат США, юридичний архітектор знакової судової справи «Браун проти Ради освіти» і винахідник банку крові ; лідери науки, релігії, політики, Корпусу Миру, медицини, права, освіти, комунікацій та бізнесу; і відомі актори, архітектори, художники, космонавти, інженери, правозахисники, винахідники, музиканти, філантропи та письменники.
Нині живуть приблизно 23 000 випускників, з яких близько 45 % щороку роблять внесок до Емгерстського коледжу, — це один із найвищих показників участі випускників серед усіх коледжів у країні.

### Відомі випускники
- Альбер II — князь Монако
- Ден Браун — американський письменник, автор роману «Код да Вінчі»
- Гаролд Вармус — американський вірусолог, лауреат Нобелівської премії з фізіології або медицини
- Річард Вілбер — американський поет, лауреат Пулітцерівської премії
- Девід Фостер Воллес — американський письменник, автор роману «Нескінченний жарт»
- Джеффрі Голл — американський генетик, лауреат Нобелівської премії з фізіології або медицини
- Андрій Всеволод Добрянський — українсько-американський оперний співак
- Мелвіл Дьюї — бібліотекар та винахідник десяткової класифікації Дьюї
- Генрі Кендалл — американський фізик, лауреат Нобелівської премії з фізики
- Угуру Кеніятта — президент Кенії (2013—2022)
- Калвін Кулідж — 30-й президент США
- Кріс Кунс — сенатор від Делаверу
- Роберт Лансінг — 42-ий державний секретар США
- Берджесс Мередіт — американський актор кіно і телебачення
- Джеймс Меррілл — американський поет, лауреат Пулітцерівської премії
- Йоргос Папандреу — прем'єр-міністр Греції (2009—2011)
- Девід Рассел — американський кінорежисер та сценарист
- Джеффрі Райт — американський актор, лауреат премій «Тоні» та «Еммі»
- Джозеф Стігліц — американський економіст і лауреат Нобелівської премії з економіки
- Гарлан Ф. Стоун — 12-ий голова Верховного суду США
- Едмунд Фелпс — американський економіст, лауреат Нобелівської премії з економіки